# Exodus (skib)
 For alternative betydninger, se Exodus. (Se også artikler, som begynder med Exodus)
Exodus 1947 var et skib, der sejlede med jødiske emigranter. Den 11. juni 1947 sejlede det fra Frankrig med 4.554 overlevende Holocaust-flygtninge med kurs mod det britiske mandatområde Palæstina. Emigranter kunne ikke på lovlig vis immigrere til Palæstina, hvorfor skibet forsøgte at omgå briternes begrænsninger på nye jødiske immigranter til området. Under omfattende mediedækning blev skibet bordet af det engelske Royal Navy, og alle passagererne blev deporteret tilbage til Europa.
Skibet hed oprindeligt SS President Warfield, var ejet af Baltimore Steam Packet Company og sejlede med passagerer og gods mellem Norfolk i Virginia og Baltimore i Maryland i USA fra dets søsættelse i 1928 til 1942. Under 2.verdenskrig var det både i tjeneste hos Royal Navy og United States Navy, for sidstnævnte som USS President Warfield (IX-169).
Navnet Exodus er en reference til Anden Mosebogs historie om israelitternes udvandring fra Egypten.

## Den historiske sejlads
Den 9. november 1946 solge amerikanerne President Warfield til firmaet Potomac Shipwrecking Co. fra Washngton D.C., som handlede på vegne af den jødiske organisation Haganah. Skibet kom siden i en anden jødiske undergrundsorganisations besiddelse, Hamossad Le'aliyah Bet, med det formål at hjælpe jødiske emigranter ud af Europa og til det britiske mandatområde i Palæstina.
Skibet sejlede fra Baltimore den 25. februar 1947 med kurs mod Middelhavet. Under Yossi Harels (1918-2008) kommando sejlede det fra en lille fransk havneby i nærheden af Marseille den 11. juni 1947 med 4.554 passagerer og ankom til den palæstinensiske kyst den 18. juni. Det engelske Royal Navy fulgte skibet og bordede det små 20 sømil fra kysten. Passagererne gjorde modstand, da skibet befandt sig i internationalt farvand, hvor briterne ikke have jurisdiktion, hvorfor briterne måtte bruge magt og brugte bl.a. gasbomber for at overtage skibet. Tre matroser omkom, og flere kom til skade, inden briterne havde overtaget.
De fleste af skibets passagerer blev sendt til opsamlingslejre på Cypern eller til Tyskland og nåede ikke frem til deres destination før 1948, hvor staten Israel blev dannet.
Historien om holocaust-overleverne, der blev tvunget tilbage til det Europa, de var flygtet fra, gik verden rundt og udløste voldsom harme i Europa og USA, hvor nazitidens rædsler netop var ved at blive afdækket.